# 日本の成人向け漫画家の一覧
日本の成人向け漫画家の一覧（にほんのせいじんむけまんがかのいちらん）は、主に成人向け漫画雑誌で活動する漫画家や、成人向け漫画を出版したことのある漫画家の一覧である。なお、カッコ内は別名義、または過去に使用していた、あるいは現在の名義である。
| 目次 | 目次 | 目次 | 目次 | 目次 | 目次 | 目次 | 目次 | 目次 | 目次 | 目次 |
| ---- | ---- | ---- | ---- | ---- | ---- | ---- | ---- | ---- | ---- | ---- |
| わ   | ら   | や   | ま   | は   |      | な   | た   | さ   | か   | あ   |
|      | り   |      | み   | ひ   |      | に   | ち   | し   | き   | い   |
| を   | る   | ゆ   | む   | ふ   |      | ぬ   | つ   | す   | く   | う   |
|      | れ   |      | め   | へ   |      | ね   | て   | せ   | け   | え   |
| ん   | ろ   | よ   | も   | ほ   |      | の   | と   | そ   | こ   | お   |

## あ行

### あ
- アーセナル
- R-KIDS（横山巌）
- あ〜る・こが
- 愛上陸
- 相沢早苗
- 相沢真理（藤沢とおる）
- あうら聖児
- 葵蜜柑
- 青木幹治
- Aoko
- 赤井丸乃進
- 赤星たみこ
- 赤銅茉莉
- あかざわRED
- あがた有為
- 茜しゅうへい
- 赤人
- 秋鈴木（猫都夏椅）
- 秋月ひろずみ（大輪田泊）
- あきは@
- 秋葉凪人（秋葉凪樹）
- あきら肇
- あここ。
- 浅井裕（あさいもとゆき）
- 朝木貴行
- 旭
- 朝比奈まこと
- 朝森瑞季
- アシオ
- あじす・あべば（おちよしひこ、越智善彦）
- あじまる
- あずき紅
- アスヒロ
- 東タイラ
- 東鉄神
- あずまゆき（あづまゆき）
- アップルトン
- 阿部川キネコ
- あべつくも
- 天津冴
- 甘詰留太（A・浪漫・我慢）
- 天野雨乃
- あまのがみだい
- 雨宮淳（明石正、明石ただし、あまみや淳、雨宮じゅん、あまみや淳子）
- あまゆみ
- 天羽真理（フェニキア雅子）
- 雨山電信
- 綾枷ちよこ
- あやかわりく
- 綾野なおと
- 綾乃れな
- あゆま紗由
- あらいぐま
- あらきあきら
- あらきかなお
- あらなが輝
- 阿乱霊
- ありのひろし
- 有馬啓太郎（有馬○太郎）
- 有馬侭
- 或十せねか
- 有葉
- あるまじろう（安藤慈朗）
- あろひろし
- あわじひめじ
- 安藤裕行

### い
- 飯島優希（AYUMI）
- EB110SS
- いーむす・アキ
- 井荻寿一
- 井雲くす
- 幾花にいろ
- 幾夜大黒堂
- いけださくら
- 伊駒一平
- 伊佐美ノゾミ（伊佐美・F・ノゾミ、伊佐美ノゾミⒶ）
- 伊沢慎壱
- イシガキタカシ
- 石川シスケ
- 石恵
- ISUTOSHI
- 出水守真名
- 板場広し（板場広志）
- 一市裕納
- 苺野しずく
- 一智和智
- いちまつ
- 一烈条二（うらべすう）
- 逸架ぱずる
- いづみやおとは
- いとうえい
- いとう直
- 井藤ななみ
- 糸杉柾宏
- INAZUMA（佐藤ショウジ）
- 稲鳴四季
- 犬
- 犬威赤彦
- 乾はるか
- 犬江しんすけ
- 犬星
- 胃之上奇嘉郎（中村嘉宏）
- イノウエマキト
- 井上よしひさ
- 命わずか
- いのの（鈴木しげる）
- 井ノ本リカ子
- 伊魔崎斎（RAGE、帝留丸、いまざきいつき）
- 今村陽子
- 岩谷テンホー

### う
- うういずみ
- 上田裕
- 上田リエコ
- うおなてれぴん
- うさくん
- 氏賀Y太
- うたたねひろゆき
- うた乃
- 内々けやき（内々欅）
- 内山亜紀（野口正之）
- utu
- 鰻丸
- うましか
- 海野やよい
- 梅谷ケンヂ
- 浦井民
- 浦嶋嶺至（浦島礼仁、浦嶋礼仁）
- 浦瀬しおじ
- 浦乃まみ
- うらまっく（増田剛）
- 雨蘭（橋本還）
- URAN
- urute
- うろたん
- 海野螢

### え
- AM-DVL
- 恵田真芽
- 江戸屋ぽち
- えのあきら
- えのもと椿（堂本奈央）
- 榎本ハイツ（酉川宇宙）
- えびふらい
- F.S（江口尋）
- F4U
- emily
- エレクトさわる
- 袁藤沖人

### お
- オイスター
- 大石まさる（夢ノ二）
- オオカミうお
- 大嘘
- 大暮維人
- 大越孝太郎
- 大島永遠
- 大島岳詩
- おおたたけし
- 大野哲也
- 大橋薫
- 大林森
- 大庭佳文
- 大見武士
- 岡田コウ
- 岡田正尚
- 御形屋はるか
- 陸乃家鴨（亜藤潤子、厦門潤、あもい潤）
- OKAMA
- おから
- おがわ甘藍（小川幸辰）
- 沖圭一郎
- 荻野眞弓
- オクモト悠太
- 奥森ボウイ
- 尾崎晶
- 尾崎未来
- オジロマコト
- 織田non
- 音音
- 音乃夏
- 鬼窪浩久
- 鬼束直
- オノメシン
- 尾山泰永
- 織倉まこと
- おりもとみまな
- 恩田チロ

## か行

### か
- がぁさん
- かーみら
- 介錯
- カイシンシ
- かいづか
- かいとうぴんく
- 甲斐ひろゆき（柊流架）
- 海明寺裕
- 加賀あくる
- かかし朝浩
- かがみふみを（加賀美ふみを）
- 架空まさる
- 筧秀隆
- 影崎由那（影山由多）
- 駕籠真太郎
- 笠間しろう
- 計奈恵
- かすみ亜里沙（CASUMI）
- 片桐火華
- かたせ湘
- かたせなの
- カタセミナミ
- 片山誠（かたやままこと）
- 克・亜樹
- かつまたかずき
- 桂井よしあき
- 加藤じゅん
- 加藤茶吉
- 加藤礼次朗
- かにかに
- かにゃぴぃ
- 狩野蒼穹
- ガビョ布
- かぽんこたろう（佐々木あかね）
- 上石ニーニー
- 上里竹春
- 上月まんまる
- 上藤政樹
- 上乃龍也
- 上村一夫
- 神吉
- 上連雀三平（小野敏洋）
- 亀吉いちこ（いちこ）
- 茅薙隆裕（うらかすみ）
- 軽部ぐり
- かるま龍狼
- 河合二葉
- 川崎直孝
- カワディMAX
- 川本貴裕
- 河本ひろし
- かわもりみさき
- 瓦敬助（三部敬、三部けい）
- かわらじま晃（かわらじまコウ）
- かわりだね秋都
- 歓喜天（杉村麦太、石野鐘音）
- 神無さつき
- kanbe

### き
- きい
- キイタカシ（記伊孝）
- ぎうにう
- きお誠児
- 菊一もんじ
- きくらげ
- きこ（peko、きか）
- 如月群真
- 木静謙二
- 貴志元則（貴志真典）
- 北河トウタ
- 吉祥寺北四郎
- 吉祥寺もなか（風鈴）
- 吉川かば夫
- 鬼月あるちゅ
- 綺堂無一（綺堂有二）
- きのした黎
- 鬼ノ仁
- 鬼魔あづさ
- きみおたまこ
- きみづか葵
- 木谷椎
- 牛乳リンダ
- Cuvie
- 狂一郎
- 陽香
- キヨセ薫
- 魚肉ん
- きょん
- 吉良広義
- きらら萌
- 金目鯛ぴんく

### く
- 久遠ミチヨシ
- 久我山リカコ
- 草凪蜻蛉（草凪とんぼ）
- 草津てるにょ
- 草野紅壱
- クジラックス
- 久水あるた
- くどうひさし
- 國津武士（追矢斧晃）
- 九部玖凛
- くまこう
- 倉上淳士
- 栗田勇午
- クリムゾン
- 胡桃屋ましみん（ましみゆき、みしまゆき）
- 紅林直
- 呉マサヒロ
- 黒岩よしひろ
- 玄鉄絢（皁鉄絢）
- 黒咲練導
- 黒澤R

### け
- 毛羽毛現
- 希有馬（井上純一、井上純弌）
- 毛野楊太郎（矢野健太郎）
- けものの★
- けろりん
- ケン月影

### こ
- コア助
- 恋緒みなと（こいおみなと）
- 小石川ふに
- 向後つぐお（向後次雄）
- CAW=ZOO
- 幸田朋弘
- こうのゆきよ
- 小梅けいと
- ゴージャス宝田
- G.B 小野寺（小野寺浩二）
- 古賀亮一
- 古事記王子
- 小島紗
- 小菅勇太郎
- 琴慈
- 琴義弓介
- 後藤晶
- 後藤寿庵
- 後藤羽矢子
- 琴の若子
- ことぶきまいむ
- 虎向ひゅうら
- 小林拓己
- ゴブリン（ゴブリン森口）
- 小峯つばさ（五割引中）
- 小宮裕太（御堂明日香）
- 小本田絵舞
- こりす
- 紺条夏生（紺條夏生、紺条なっぴ）
- 昆童虫
- 近藤ようこ
- 紺野あずれ

## さ行

### さ
- 彩画堂
- 才谷ウメタロウ
- さいとうつかさ
- saitom
- 彩也
- 佐伯
- 冴樹高雄
- 榊歌丸
- さかきなおもと
- 榊原薫奈緒子
- サガノヘルマー
- 坂辺周一
- 沙神よしつね（竹山祐右）
- サカワキヒロ太
- 咲香里
- 朔ユキ蔵
- 桜井綾
- 桜井トシフミ（桜井稔文）
- 櫻井マキ（辛口しゅーくりーむ）
- さくら・がい（さくらがい）
- 佐倉小枝（羊子）
- 桜庭丈一朗
- 佐倉はなつみ
- 天櫻みとの（早坂奈槻）
- 鮭
- 笹倉綾人
- THE SEIJI
- 定広美香
- さつきあしゃ
- 佐藤沙緒理
- 佐藤丸美（ふらんそーわ）
- 真田鈴
- 佐野タカシ
- さばのにわとり（小林徹郎）
- SABE
- さめだ小判
- 沢田大介
- 三条友美
- 山文京伝
- さんりようこ

### し
- GGGGGGGGGG（桜井画門）
- G＝ヒコロウ
- しーざー
- ジェームスほたて（小暮マリコ、高橋くるみ）
- シオマネキ
- 色白好
- 史鬼匠人
- しぐにゃん
- 四島由紀夫
- 四条定史
- しでん晶
- 獅童ありす
- しのぎ鋭介
- しのぎけい（篠木圭）
- しのざき嶺
- 篠塚醸二
- 東雲太郎
- 東雲水生
- 東雲龍（荻上ちひろ）
- 柴山かおる（柴山薫）
- シヒラ竜也
- 紙魚丸
- シャチカマボコ
- 終焉
- 十羽織ましゅまろ
- 憧明良
- 小路あゆむ
- 庄司二号
- 宵野コタロー
- 序ノ口譲二（あずまきよひこ）
- ジョン・K・ペー太
- しらいちご
- 白玉もち
- しらんたかし
- 知るかバカうどん
- シロガネヒナ
- 城爪草
- 師走の翁
- 新貝田鉄也郎（とろろいも一号）
- 真行寺たつや（富本たつや）
- 新田真子
- 新堂エル
- 新堂なおと

### す
- 西瓜波山（わたなべまこと）
- すえひろがり（末広雅里）
- すえみつぢっか
- 杉浦次郎（裏次郎）
- すぎやま現象
- 鈴井ナルミ
- 鈴木がんま（鈴木雅洋、高畠かづを、今中光太郎）
- 鈴木狂太郎（鈴木恭太郎）
- 鈴木岳生
- 鈴玉レンリ
- 鈴根らい
- 鈴平ひろ
- 須藤謙
- すどおかおる
- 砂
- 隅田かずあさ
- すみ兵
- スミヤ（住屋昭博）
- すめらぎ琥珀
- 李KPA
- ズンダレぽん

### せ
- せいほうけい
- 関谷あさみ
- 刹奈
- 世徒ゆうき
- 瀬菜モナコ（御影甲六）
- 瀬奈陽太郎
- ゼロの者
- 戦国くん
- zen9
- 千之ナイフ
- 仙台魔人

### そ
- 掃除朋具
- そうま竜也
- 園崎宗一
- そよき
- そりむらようじ（反村幼児）
- ZOL（キャプテン・キーゼル）

## た行

### た
- ダーティ・松本
- TYPE90
- たいらはじめ
- 高雄右京
- 高句タビー（シロノマヒロ）
- 高崎たけまる
- たかしたたかし
- タカスギコウ
- 鷹勢優
- 高苗京鈴
- たかねのはな
- 高野美紀
- たかのゆき
- 高橋和男
- 高橋こばと
- 宝あきひと
- たかやKi
- たくま朋正
- TAGRO
- たくわん
- 竹下堅次朗（竹下けんじろう）
- 武田弘光
- たけのこ星人
- 武林武士
- 竹村雪秀
- 立花オミナ
- たちばなとしひろ
- 辰巳ゆめ
- 田中雅人（南京まーちゃん）
- 田中ユキ
- 田中ユタカ
- 谷口敬（平田のりお）
- 谷村まりか
- 田沼雄一郎
- 種梨みや
- たべ・こーじ
- 玉置勉強
- 環望
- たまごかけごはん
- たまちゆき
- たろプン
- 丹下スズキ

### ち
- 近石まさし（近石雅史）
- チサト
- ぢたま(某)
- チドリヌ
- チバトシロウ
- ちみもりを（高屋良樹）
- チャーリーにしなか
- 茶否
- ちゃたろー
- 茶坊
- ちゃんぽん雅
- 中華なると
- 中年

### つ
- ツインテール（万利休、桜木HAL）
- TwinBox
- つかこ（秋奈つかこ）
- 司人形
- 月野定規
- 月吉ヒロキ
- 土屋慎吾
- 都築真紀
- 綴り
- 椿十四郎
- 椿屋めぐる（中村モリス）
- 艶々
- 鶴山ミト（大味允）

### て
- T.K-1
- D.P
- 深紫'72
- DISTANCE
- 出井州忍（谷間夢路）
- てっちゃん
- てりてりお
- 電光石火轟（大噴火五郎）
- 天竺浪人
- 天王寺きつね（天王寺動物園）

### と
- 土居坂崎（tenkla）
- 峠比呂
- 道満晴明
- 遠山光
- 冨樫（冨樫秀昭）
- 十神真（荻晴彦）
- とがわはなまる（戸川花丸、Hane☆Hane、春花そら）
- 時積恵美之（ときずみえみし）
- とけーうさぎ
- どざむら
- tosh（佐伯俊）
- となみむか
- ドバト
- 富沢順
- とみさわ千夏
- 都夢たみお（琴音かのん）
- とめきち
- 智弘カイ
- 鳥莉蒸師（戸田泰成）
- 奴隷ジャッキー
- とんのすけ（ケラトン）

## な行

### な
- ナイロン
- 永井道紀
- ながしま超助
- 中島史雄
- 中島零
- 中田雅喜
- 永田トマト
- 中田ゆみ
- 長月みそか
- 永野あかね
- 中ノ尾恵
- 中乃空
- 中村カンコ
- 中村錦
- 中森愛
- 流星ひかる
- なぎさわゆう
- 馴染しん
- 夏蜜柑
- 774
- 七尾ゆきじ
- 七瀬真琴（牛乳娘）
- 七瀬瑞穂
- ななみ静
- 名仁川るい
- なぱた
- 成田アキラ
- 成田香車
- 鳴子ハナハル
- なるさわ景
- 成島ゴドー（南里孝一郎）
- 鳴瀬ひろふみ
- 南条飛鳥
- 納都花丸
- 南北

### に
- にぃと
- 二階堂みつき
- 肉そうきゅー。
- 笑花偽
- 西安
- 西川孔人（西川淳、ニシカワ醇）
- 西川魯介
- 西E田
- 西成岩男（岩永亮太郎）
- 西野映一（夜魔介）
- 西原青一（東原緑一、西条真二）
- 西又葵
- にしまきとおる（カジワラタケシ）
- にったじゅん
- 二ノ宮ギンタ（うさ銀太郎、大沢美月）
- NYAN（祥寺はるか）
- にわのまこと

### ぬ
- 拔山蓋世（ぬきやまがいせい）

### ね
- 猫井ミィ（猫井ヤスユキ）
- 猫玄（宮内たけし）
- ねこしたPONG
- 猫島礼
- 猫屋敷ねこ丸
- ネムネム
- ねんど。（佐野ユウ）

### の
- Noise
- 能條純一
- 野上武志
- のぞみ侑海
- 野々村秀樹
- ののるみあ（武若丸）
- のら猫長屋

## は行

### は
- BIRTHday（蜂文太）
- バー・ぴぃちぴっと（KAKERU）
- 灰司
- 萩尾ノブト
- バケダヌキ
- 葉雨たにし（谷澤史紀）
- 長谷川ユキノ
- 羽中ルイ
- はづき
- 八月薫
- 葉月京（百済内創）
- 花札さくらの（花札さくら）
- 花見沢Q太郎
- 花屋敷ぼたん
- パニックアタック
- vanilla
- 爬沼晻
- 羽田としのり（宗我部としのり）
- 馬場康誌（馬場康士）
- Hamao
- 林原ひかり
- 林家志弦
- 速瀬羽柴
- 早見純
- 速水憂海（井口ユミ、ひらいけい）
- 原口清志
- はらさける
- 破李拳竜
- Hal
- 春風サキ（宮原ナオ）
- 春風道人
- 春輝（猪上春樹）
- パルコ長嶋
- ハルミチヒロ
- 馬鈴薯
- はんざきじろう

### ひ
- PJ-1（高崎隆）
- B.たろう
- 柊柾葵
- 火浦R
- 緋鍵龍彦
- 東山翔
- ピクピクン
- ひげなむち
- Hisasi
- 久富慎太郎（さえわたる）
- 美女木ジャンクション
- ひぢりれい（石川マサキ、ヒヂリレイ）
- ひな。（紺野比奈子）
- 日根野もすたり（ひねもすのたり）
- 緋乃ひの
- 姫枝夕人（上田夢人）
- 姫野蜜柑
- 氷室芹夏
- ひめはち
- ひょころー
- ひよひよ
- 平口広美
- 平野耕太
- 飛龍乱
- 昼寝
- 緋呂河とも
- ひろせみほ
- ヒロモト森一
- 広輪凪
- ひんでんブルグ

### ふ
- FEENAA（桜娘）
- 楓牙
- 風船クラブ
- ふうたまろ（森川ひさし）
- 深田拓士
- ふくしま政美
- フクダーダ
- ふじいあきこ（朱沙みとな）
- ふじさわたつろー
- 藤真拓哉
- 藤丸 (漫画家)
- ふじもとせい
- 藤守郁乃
- 富士やま
- 船堀斉晃
- 文月晃
- 冬野みかん
- BLUE BLOOD
- 古川やすし（新山たかし）
- PURUpyon西東（さいとー栄）
- ぶるまほげろー（ぶるマほげろー）
- ふを留実

### へ
- へかとん
- Beなんとか
- BENNY'S
- Bell's
- 縁山
- 変熊
- ベンジャミン（黒柾志西）
- ペンネームは無い
- へんりいだ

### ほ
- ぽいんとたかし（みるく工房、妄想低気圧）
- Boichi
- ホーミング
- ほかまみつり
- 星逢ひろ
- 星野ういろう（星野浩字）
- ほしのふうた
- 星野竜一
- ぼっしぃ
- 法田恵
- ボボボ
- ホムンクルス
- ホリエ
- 堀川悟郎
- 堀博昭
- 掘骨砕三（ほりほねさいぞう、小瀬秋葉）
- ぽんこつわーくす
- ポンスケ
- ほんだありま
- ポン貴花田
- 本能猛（帯ひろ志）
- PONPON

## ま行

### ま
- 雅亜公
- マーシーラビット
- まあみ
- まいなぁぼぉい
- 前川☆工房（前川かずお）
- 前田千石
- 前田俊夫
- マエダフトシ（西崎泰正）
- 魔訶不思議
- 蒔田真記
- 巻田佳春
- 牧だいきち
- 蒔野靖弘（牧野靖弘、のぎまこと）
- 真倉まいな（真倉翔）
- まだ子
- 町田ひらく
- 町野変丸
- まついもとき（瀬口たかひろ）
- 松阪剛志
- 松任知基
- 松山せいじ
- 祭丘ヒデユキ
- 的良みらん
- 真鍋譲治
- 真未たつや
- まひるの影郎
- 幻超二
- まみやこまし（西川秀明）
- 間宮聖士
- まよねーず（伊豆まよね）
- まりぴょん
- 丸和太郎
- まんだ林檎

### み
- 美衣暁
- MEE（MEEくん）
- 三浦靖冬
- 箕神北都（みかみ北都）
- みこくのほまれ
- 巫代凪遠
- みことあけみ
- みさくらなんこつ
- みさと憂（真里まさとし）
- みずきえいむ
- 水城かなる（草薙竜樹）
- 水城たくや
- みずきひとし
- 水島空彦
- 水田ケンジ
- みずのまこと
- 水原賢治
- 水龍敬
- 見田竜介
- みちきんぐ
- 蜜キング
- 三ツ森あきら
- みつや
- 緑のルーペ
- 水上桜
- みなすきぽぷり（椎木冊也）
- 水月あるみ
- みなづきふたご
- 南Q太
- みなみ遥
- みにおん（数木美咲）
- 水尾ろむ
- みみずしき
- 宮内由香
- 宮崎摩耶
- みやしたけい（三宅大志）
- 宮下未紀
- みやすのんき（洋森しのぶ、ひろもりしのぶ）
- 宮野金太郎（宮野将一、宮野桃太郎）
- みやびつづる
- みやもとゆう
- 宮本りず
- みやもと留美
- 御米椎（みよね椎、飯閃澪）
- ミル・フィーユ（ミルフィーユ）

### む
- 夢〜眠
- 無有利安
- むかいきよはる
- 向正義
- 蜈蚣Melibe（斉藤佳素理、冬長、にゃかな）
- 椋陽児
- むこうじまてんろ
- むつきつとむ（睦月努）
- 睦月のぞみ（梶原ヒワ）
- 無道叡智
- 武藤鉄
- むらさき朱
- 村祖俊一
- 村正みかど（武礼堂）
- 村山一夫

### め
- めいびい
- 目白次美（くまたかつみ）
- メメ50
- メラメラジェラシー

### も
- mogg
- もず
- もずK
- 望月奈々
- 木工用ボンド
- もとみやみつき
- ものぐさうるふ
- ものたりぬ（ものたりぬ、みなづき由宇）
- momi
- 森崎くるみ
- もりしげ
- モリス
- 森永みるく
- 森林林檎（Woody-Rinn）
- 森見明日
- もりやねこ
- 森山塔（塔山森、山本直樹）
- 諸井愛
- 乙（二式鋏）

## や行

### や
- 八神健
- やすいひろさと
- ヤスイリオスケ
- 夜天月（島田ひろかず）
- 矢凪まさし
- 八尋ぽち
- 矢吹豪
- 山川純一
- やまぐちみゆき（飛鳥、飛鳥弓樹）
- 山﨑あつし
- 山崎かずま
- 山田可南
- やまだ浩一
- 山田こうすけ
- 山田秋太郎
- 山田太郎（仮名）（竹井正樹）
- 山田双葉（山田詠美）
- 八的暁
- 大和川
- 月見里中
- 山野一（ねこぢるy）
- 山本貴嗣
- 山本雲居
- 山本賢治
- 山本夜羽音（玄田生）
- 稍日向
- 槍衣七五三太

### ゆ
- 由雅なおは
- 唯登詩樹（加藤雅基）
- 悠宇樹
- ゆうきともか（友紀知佳）
- 結城焔
- 結城稜
- U-K
- 遊人
- 悠理愛
- ゆかりがわ弓夜（紫川弓夜）
- 雪雨こん
- ゆきみ
- 雪見野ユキオ
- ゆきやなぎ
- ユキヲ
- 柚木N'
- ゆずぽん
- 山桜桃（新名あき、新名昭彦）
- ユナイト双児
- 友美イチロウ
- 夢乃狸

### よ
- 陽気婢
- 養酒オヘペ
- 邪武丸
- 横山まさみち
- 横槍メンゴ
- 由浦カズヤ
- 吉田あぺぢ（吉田ふらわ）
- 吉田鳶牡（吉田トビヲ）
- 吉野志穂
- 芳原舞人
- 世棄犬
- よつ葉真澄
- 米倉けんご
- 米餅昭彦（なめぞう）
- 寄生虫（増田晴彦）

## ら行

### ら
- らーかいらむ（川津健二朗）
- Rusty Soul
- らする
- らっこ
- RaTe
- Lapis Lazuli
- 乱魔猫吉
- 蘭宮涼

### り
- LEE
- りえちゃん14歳
- RIKI
- 六道神士
- 六堂真稀
- Rico
- 栗東てしお（羽村わたる、くら☆りっさ）
- 龍牙翔
- りゅうき夕海
- ryoma（天道龍馬、きただりょうま）
- 嶺本八美
- LINDA
- RINRIN

### る
- Louis&Visee
- 留萌純（るもいじゅん）
- 龍炎狼牙
- るりあ046

### れ
- LEYMEI
- RAYMON
- REN

### ろ
- 老眼（ROHGUN）
- ろーるぱんつ
- 六条麦
- ロケット兄弟（阿部ゆたか）

## わ行

### わ
- 稚名はなび（わかなはなび）
- 和気一作
- 渡辺純子
- 渡辺電機(株)
- わたなべよしまさ
- わたなべわたる
- 和六里ハル
- わらしべ
- わんぱく
- 完顔阿骨打